# Saison 2013-2014 de Hull City
Maillots
Chronologie
Saison précédente Saison suivante
Cette saison 2013-2014 d'Hull City est celle de son retour en Premier League à la suite de sa promotion obtenue grâce à sa seconde place du Championship 2012-2013. Ils finissent cette saison à la 16e place, obtenant leur meilleur classement en Premier League et leur meilleur total de points, et s'assurant ainsi une autre saison en première division. Ils ont aussi joué la Coupe de la Ligue, où ils ont atteint les 1/8e de finale, ainsi que la Cup où ils ont atteint pour la première fois de leur histoire la finale de la compétition.

## Évènements
- Le 19 juin 2013, les dates de la saison sont annoncées. Hull commence donc avec un match nul à l'extérieur contre Chelsea le 17 juin.
- Le 8 juillet 2013, McShane prolonge son contrat de 2 ans[1].
- Le 9 août 2013, le président du club annonce qu'Hull City A.F.C sera renommé Hull City Tigers[2].
- Le 16 août 2013, le club révèle les nouveaux numéros des joueurs.
- Le 19 septembre 2013, le capitaine Robert Koren est annoncé indisponible pour cinq semaines à cause d'une fracture du pied[3].
- Le 1er octobre 2013, Robbie Brady est annoncé indisponible pour un mois à la suite de l'opération d'une hernie. Dès son retour, une blessure à l'aine nécessitera une nouvelle intervention chirurgicale. En mars, il sera déclaré indisponible pour le reste de la saison[4].
- Le 11 octobre 2013, le gardien Joe Cracknell est prêté à Scarborough Athletic F.C. pour couvrir la blessure de Jason White[5].
- Le 7 novembre 2013, à la suite d'une blessure au tendon « d'Achille » survenue lors de l'échauffement d'avant-match précédant la rencontre avec Sunderland, Sone Aluko est dit indisponible pendant dix semaines[6].
- Le 21 novembre 2013, Aaron McLean part en prêt d'urgence à Birmingham City jusqu'au 1er janvier 2014[7].
- Le 9 janvier 2014, Cameron Stewart part en prêt d'urgence à Leeds United pour 93 jours[8].
- Le 22 janvier, il est dit que, à la suite d'une blessure survenue lors du match contre Norwich City, James Chester serait éloigné des terrains pendant 8 semaines[9].
- Le 24 janvier 2014, Jack Hobbs, alors en prêt à Nottingham Forest F.C., est rappelé pour couvrir la blessure de James Chester[10].
- Le 29 janvier, Eldin Jakupović est rappelé de son prêt d'un mois au Leyton Orient à la suite de la blessure de McGregor. Le 13 février, il retourne à Leyton Orient en prêt jusqu'en avril mais Hull le rappelle de nouveau à cause d'une nouvelle blessure de McGregor[11].
- Le 27 mars 2014, à la suite de la blessure au rein de McGregor lors d'un match contre West Ham, Mark Oxley est rappelé alors qui est en prêt à Oldham Athletic[12].
- Le 28 mars, Allan McGregor, toujours à l’hôpital, est déclaré indisponible pour le reste de la saison à la suite de sa blessure au rein contractée lors du match du 26 mars contre West Ham[13].
- Le 1er avril 2014, Yannick Sagbo est accusé par la FA de mauvaise conduite à la suite de posts sur les réseaux sociaux en lien avec la quenelle. Hull a annoncé qu'il défendra Sagbo. Le 22 avril, le joueur écope d'une amende de 15 000 £ et échappe à la suspension à la suite de l'incident[14]. Le 12 juin 2014, à la suite d'un appel de la FA le joueur a reçu une suspension de deux matches pour son message[15].
- Le 20 avril 2014, le club annonce son contrat de quatre ans avec l'équipementier Umbro lors de la mi-temps du match à domicile contre Arsenal[16].
- Le 3 mai 2014, Hull a la confirmation qu'il participera à la prochaine Ligue Europa grâce à sa finale lors de la FA Cup. Ce sera la première apparition du club en compétition européenne. Il commenceront celle-ci lors du 3e tour des qualifications[17].
- Le 11 mai 2014, la saison se termine par un match à domicile contre Everton.

## Effectif
Note: Les drapeaux représentent la nationalité sportive des joueurs. Ils peuvent en avoir d'autres, qui ne sont pas indiquées ici.
| N° | Nat.                                                  | Poste | Nom du joueur                                       |
| -- | ----------------------------------------------------- | ----- | --------------------------------------------------- |
| 1  | Drapeau de l'Écosse                                   | G     | Allan McGregor                                      |
| 2  | Drapeau de l'Angleterre                               | D     | Liam Rosenior                                       |
| 3  | Drapeau du Honduras                                   | D     | Maynor Figueroa                                     |
| 4  | Drapeau de l'Irlande du Nord (drapeau du Royaume-Uni) | D     | Alex Bruce                                          |
| 5  | Drapeau du pays de Galles                             | D     | James Chester                                       |
| 6  | Drapeau de l'Angleterre                               | D     | Curtis Davies                                       |
| 7  | Drapeau de l'Irlande                                  | M     | David Meyler                                        |
| 8  | Drapeau de l'Angleterre                               | M     | Tom Huddlestone                                     |
| 10 | Drapeau de la Slovénie                                | M     | Robert Koren (capitaine)                            |
| 11 | Drapeau de l'Irlande                                  | M     | Robbie Brady                                        |
| 12 | Drapeau de l'Angleterre                               | A     | Matty Fryatt                                        |
| 14 | Drapeau de l'Angleterre                               | M     | Jake Livermore (prêté par Tottenham Hotspur)        |
| 15 | Drapeau de l'Irlande                                  | D     | Paul McShane                                        |
| 16 | Drapeau de la Suisse                                  | G     | Eldin Jakupović                                     |
| 17 | Drapeau de l'Écosse                                   | A     | George Boyd                                         |
| 18 | Drapeau de la Croatie                                 | A     | Nikica Jelavić                                      |
| 19 | Drapeau de l'Irlande du Nord (drapeau du Royaume-Uni) | D     | Joe Dudgeon                                         |
| 20 | Drapeau de la Côte d'Ivoire                           | A     | Yannick Sagbo                                       |
| 21 | Drapeau de l'Irlande                                  | A     | Shane Long                                          |
| 22 | Drapeau de l'Angleterre                               | G     | Steve Harper                                        |
| 23 | Drapeau du Sénégal                                    | D     | Abdoulaye Faye                                      |
| 24 | Drapeau du Nigeria                                    | A     | Sone Aluko                                          |
| 25 | Drapeau de l'Angleterre                               | M     | Cameron Stewart (en prêt à Leeds United)            |
| 27 | Drapeau de l'Égypte                                   | M     | Ahmed Elmohamady                                    |
| 28 | Drapeau de l'Angleterre                               | D     | Conor Townsend (en prêt à Carlisle United)          |
| 29 | Drapeau de l'Irlande                                  | M     | Stephen Quinn                                       |
| 30 | Drapeau de l'Irlande                                  | M     | Conor Henderson (en) (en prêt à Stevenage)          |
| 31 | Drapeau de l'Australie                                | A     | Matthew Fletcher (en)                               |
| 32 | Drapeau d'Antigua-et-Barbuda                          | A     | Calaum Jahraldo-Martin                              |
| 33 | Drapeau de l'Allemagne                                | A     | Nick Proschwitz (en prêt à Barnsley)                |
| —  | Drapeau de l'Angleterre                               | G     | Mark Oxley (en)                                     |
| —  | Drapeau de l'Irlande du Nord (drapeau du Royaume-Uni) | M     | Dougie Wilson (en)                                  |
| —  | Drapeau de l'Angleterre                               | G     | Joe Cracknell (en) (en prêt à Scarborough Athletic) |

## Pré-saison
Les premiers matches de la pré-saison 2013-2014 sont annoncés le 9 mai 2013. Le premier annoncé est le match à l'extérieur contre Birmingham City le 27 juillet 2013. Quelques heures après, deux autres matches sont annoncés: le match annuel du "Billy Bly Memorial Trophy", le 15 juillet dans le stade du North Ferriby United ainsi que le match, à l’extérieur encore, contre Peterborough, programmé le 29 juillet.
Un second match sera joué le 15 juillet, au même moment, contre Winterton Rangers pour permettre au club de faire jouer tout son effectif.
Le 4 juillet, les Tigers reprennent l'entraînement et commencent à préparer leur pré-saison.
Ce même jour, la date du dernier match de pré-saison est annoncée. Ce sera un match à domicile contre le Real Betis, joué le 10 août, et qui verra au KC Stadium, la dernière apparition d'Andy Dawson avant son départ au Scunthorpe United.
Le 16 juillet, l'équipe de Steve Bruce part pour une semaine d'entraînement au Portugal.
Pendant le stage d'entrainement au Portugal, Hull programme un match le 20 juillet contre Sheffield Wednesday. Un match contre le S.C.Braga est annoncé pour le 23 juillet.
Le 17 juillet, le club annonce deux matches amicaux en Allemagne : le premier le 3 août contre le Dynamo Dresden et le second le 6 août contre l'Eintracht Braunschweig.
Le 2 août, les Tigers s'envolent pour l'Allemagne pour préparer leurs deux matches amicaux dans le pays.
| 15 juillet 2013 | North Ferriby | 1-3 | Hull City                                 |                          |                          |
| 19:30 BST       | Jarman 65e    |     | Rosenior 14e · Proschwitz 42e · Quinn 90e | Rapid Solicitors Stadium | Rapid Solicitors Stadium |
| 19:30 BST       | rapport       |     |                                           | Rapid Solicitors Stadium | Rapid Solicitors Stadium |

| 15 juillet 2013 | Winterton Rangers | 0-6 | Hull City                                                 |             |             |
| 19:30 BST       |                   |     | Meyler 5e · Fryatt 7e 41e 51e · Evans 43e · Armstrong 47e | West Street | West Street |
| 19:30 BST       | Rapport           |     |                                                           | West Street | West Street |

| 20 juillet 2013 | Hull City | 0-0 | Sheffield Wednesday |                                |                                |
| 20:00 BST       |           |     |                     | Estadio Municipal de Albufeira | Estadio Municipal de Albufeira |
| 20:00 BST       | Rapport   |     |                     | Estadio Municipal de Albufeira | Estadio Municipal de Albufeira |

| 23 juillet 2013 | Hull City | 0-0 | S.C.Braga |                                |                                |
| 20:00 BST       |           |     |           | Estadio Municipal de Albufeira | Estadio Municipal de Albufeira |
| 20:00 BST       | Rapport   |     |           | Estadio Municipal de Albufeira | Estadio Municipal de Albufeira |

| 27 juillet 2013           | Birmingham City         | 2-1 | Hull City        |             |             |
| 15:00 British Summer Time | Green 12e · Shinnie 47e |     | Aluko 75e (pen.) | St Andrew's | St Andrew's |
| 15:00 British Summer Time | Rapport                 |     |                  | St Andrew's | St Andrew's |

| 29 juillet 2013 | Peterborough United | 0-1 | Hull City    |                     |                     |
| 19:45 BST       |                     |     | Figueroa 33e | London Road Stadium | London Road Stadium |
| 19:45 BST       | Rapport             |     |              | London Road Stadium | London Road Stadium |

| 3 août 2013 | Dynamo Dresden | 0-1 | Hull City |                  |                  |
| 15:00 BST   |                |     | Sagbo 14e | Glückgas Stadium | Glückgas Stadium |
| 15:00 BST   | Rapport        |     |           | Glückgas Stadium | Glückgas Stadium |

| 6 août 2013 | Eintracht Braunschweig  | 2-0 | Hull City |         |         |
| 17:00 BST   | Ademi 53e · G.Korte 85e |     |           | S-Arena | S-Arena |
| 17:00 BST   | Rapport                 |     |           | S-Arena | S-Arena |

| 10 Août 2013 | Hull City                        | 3-0 | Real Betis |            |            |
| 15:00 BST    | Graham 3e · Aluko 31e · Boyd 78e |     |            | KC Stadium | KC Stadium |
| 15:00 BST    | Rapport                          |     |            | KC Stadium | KC Stadium |

## Compétitions

### Global
| Compétition    | Tour de départ | Position/tour final | Premier match  | Dernier match   |
| -------------- | -------------- | ------------------- | -------------- | --------------- |
| Premier League |                | 16e                 | 18 août 2013   | 11 mai 2014     |
| FA Cup         | 3e tour        | Finale              | 4 janvier 2014 | 17 mai 2014     |
| League Cup     | 2e tour        | 4e tour             | 28 août 2013   | 30 octobre 2013 |

### Premier League
Hull City finit cette saison de Premier League 16e du championnat avec 37 points.

#### Bilan des résultats
| Total | Total | Total | Total | Total | Total | Total | Total | Domicile | Domicile | Domicile | Domicile | Domicile | Domicile | Extérieur | Extérieur | Extérieur | Extérieur | Extérieur | Extérieur |
| J     | G     | N     | P     | Bp    | Bc    | Diff  | Pts   | G        | N        | P        | Bp       | Bc       | Diff     | G         | N         | P         | Bp        | Bc        | Diff      |
| ----- | ----- | ----- | ----- | ----- | ----- | ----- | ----- | -------- | -------- | -------- | -------- | -------- | -------- | --------- | --------- | --------- | --------- | --------- | --------- |
| 38    | 10    | 7     | 21    | 38    | 53    | -15   | 37    | 7        | 4        | 8        | 20       | 21       | -1       | 3         | 3         | 13        | 18        | 32        | -14       |

#### Bilan par journée
| Match    | 1  | 2  | 3  | 4  | 5  | 6 | 7 | 8 | 9  | 10 | 11 | 12 | 13 | 14 | 15 | 16 | 17 | 18 | 19 | 20 | 21 | 22 | 23 | 24 | 25 | 26 | 27 | 28 | 29 | 30 | 31 | 32 | 33 | 34 | 35 | 36 | 37 | 38 |
| -------- | -- | -- | -- | -- | -- | - | - | - | -- | -- | -- | -- | -- | -- | -- | -- | -- | -- | -- | -- | -- | -- | -- | -- | -- | -- | -- | -- | -- | -- | -- | -- | -- | -- | -- | -- | -- | -- |
| Lieu     | E  | D  | E  | D  | E  | D | D | E | E  | D  | E  | D  | D  | E  | E  | D  | E  | D  | D  | E  | D  | E  | E  | D  | E  | D  | E  | D  | D  | D  | E  | E  | D  | D  | E  | E  | E  | D  |
| Résultat | P  | G  | P  | N  | G  | G | N | P | P  | G  | P  | P  | G  | P  | N  | N  | N  | P  | G  | P  | P  | P  | P  | N  | G  | P  | G  | P  | P  | G  | P  | P  | G  | P  | N  | P  | P  | P  |
| Position | 18 | 12 | 17 | 15 | 10 | 7 | 8 | 9 | 10 | 10 | 12 | 13 | 10 | 12 | 12 | 12 | 12 | 12 | 10 | 10 | 10 | 11 | 13 | 13 | 10 | 13 | 11 | 11 | 13 | 12 | 13 | 14 | 12 | 14 | 13 | 15 | 15 | 16 |

Légende: Lieu: E: extérieur, D: domicile ; Résultat: P: perdu, G: gagné, N: nul

#### Matches
| 18 août 2013 | Chelsea                 | 2-0 | Hull City  |                                                                |                                                                |
| 16:00 BST    | Oscar 13e · Lampard 25e |     | Meyler 40e | Stamford Bridge Spectateurs : 41 374 Arbitrage : Jonathan Moss | Stamford Bridge Spectateurs : 41 374 Arbitrage : Jonathan Moss |
| 16:00 BST    | Rapport                 |     |            | Stamford Bridge Spectateurs : 41 374 Arbitrage : Jonathan Moss | Stamford Bridge Spectateurs : 41 374 Arbitrage : Jonathan Moss |

| 24 août 2013 | Hull City                                    | 1-0 | Norwich City  |                                                   |                                                   |
| 15:00 BST    | Brady 22e (pen.) · Sagbo 27e · Livermore 76e |     | Garrido 90+6e | KC Stadium Spectateurs : 23 682 Arbitrage : Jones | KC Stadium Spectateurs : 23 682 Arbitrage : Jones |
| 15:00 BST    | Rapport                                      |     |               | KC Stadium Spectateurs : 23 682 Arbitrage : Jones | KC Stadium Spectateurs : 23 682 Arbitrage : Jones |

| 31 août 2013 | Manchester City                                         | 2-0 | Hull City                             |                                                                       |                                                                       |
| 12:45 BST    | Fernandinho 23e · Nasajić 60e · Negredo 65e · Touré 90e |     | Figueroa 22e · Koren 63e · Davies 73e | City of Manchester Stadium Spectateurs : 46 903 Arbitrage : Phil Dowd | City of Manchester Stadium Spectateurs : 46 903 Arbitrage : Phil Dowd |
| 12:45 BST    | Rapport                                                 |     |                                       | City of Manchester Stadium Spectateurs : 46 903 Arbitrage : Phil Dowd | City of Manchester Stadium Spectateurs : 46 903 Arbitrage : Phil Dowd |

| 14 septembre 2013 | Hull City        | 1-1 | Cardiff City                                |                                                           |                                                           |
| 14:00 BST         | Davies 40e 90+2e |     | Campbell 20e · Turner 54e · Whittingham 59e | KC Stadium Spectateurs : 21 949 Arbitrage : Robert Madley | KC Stadium Spectateurs : 21 949 Arbitrage : Robert Madley |
| 14:00 BST         | Rapport          |     |                                             | KC Stadium Spectateurs : 21 949 Arbitrage : Robert Madley | KC Stadium Spectateurs : 21 949 Arbitrage : Robert Madley |

| 21 septembre 2013 | Newcastle United             | 2-3 | Hull City                                                |                                                            |                                                            |
| 15:00 BST         | Rémy 10e 44e · Sissoko 90+5e |     | Brady 26e · Elmohamady 48e · Aluko 76e · Huddlestone 90e | St James' Park Spectateurs : 51 523 Arbitrage : M Atkinson | St James' Park Spectateurs : 51 523 Arbitrage : M Atkinson |
| 15:00 BST         | Rapport                      |     |                                                          | St James' Park Spectateurs : 51 523 Arbitrage : M Atkinson | St James' Park Spectateurs : 51 523 Arbitrage : M Atkinson |

| 28 septembre 2013 | Hull City                       | 1-0 | West Ham United         |                                                          |                                                          |
| 15:00 BST         | Brady 12e (pen.) · Graham 45+1e |     | Nolan 8e · Morrison 73e | KC Stadium Spectateurs : 24 291 Arbitrage : Kevin Friend | KC Stadium Spectateurs : 24 291 Arbitrage : Kevin Friend |
| 15:00 BST         | Rapport                         |     |                         | KC Stadium Spectateurs : 24 291 Arbitrage : Kevin Friend | KC Stadium Spectateurs : 24 291 Arbitrage : Kevin Friend |

| 5 octobre 2013 | Hull City                 | 0-0 | Aston Villa  |                                                              |                                                              |
| 15:00 BST      | Rosenior 34e · Davies 44e |     | Westwood 35e | KC Stadium Spectateurs : 24 396 Arbitrage : Mark Clattenburg | KC Stadium Spectateurs : 24 396 Arbitrage : Mark Clattenburg |
| 15:00 BST      | Rapport                   |     |              | KC Stadium Spectateurs : 24 396 Arbitrage : Mark Clattenburg | KC Stadium Spectateurs : 24 396 Arbitrage : Mark Clattenburg |

| 19 octobre 2013 | Everton                                | 2-1 | Hull City                     |                                                               |                                                               |
| 15:00 BST       | Barry 8e 29e · Osman 55e · Pienaar 57e |     | Sagbo 30e · Huddlestone 90+1e | Goodison Park Spectateurs : 38 828 Arbitrage : Neil Swarbrick | Goodison Park Spectateurs : 38 828 Arbitrage : Neil Swarbrick |
| 15:00 BST       | Rapport                                |     |                               | Goodison Park Spectateurs : 38 828 Arbitrage : Neil Swarbrick | Goodison Park Spectateurs : 38 828 Arbitrage : Neil Swarbrick |

| 27 octobre 2013 | Tottenham Hotspur                                              | 1-0 | Hull City                            |                                                                 |                                                                 |
| 16:00 GMT       | Raniere 17e · Chiriches 59e · Soldado 80e (pen.) · Eriksen 90e |     | Rosenior 39e · Boyd 72e · Meyler 77e | White Hart Lane Spectateurs : 36 080 Arbitrage : Michael Oliver | White Hart Lane Spectateurs : 36 080 Arbitrage : Michael Oliver |
| 16:00 GMT       | Rapport                                                        |     |                                      | White Hart Lane Spectateurs : 36 080 Arbitrage : Michael Oliver | White Hart Lane Spectateurs : 36 080 Arbitrage : Michael Oliver |

| 2 novembre 2013 | Hull City                                    | 1-0 | Sunderland                       |                                                            |                                                            |
| 15:00 GMT       | Cuéllar 25e (csc) · Brady 88e · Figueroa 90e |     | Cattermole 45+2e · Dossena 45+6e | KC Stadium Spectateurs : 24 677 Arbitrage : Andre Marriner | KC Stadium Spectateurs : 24 677 Arbitrage : Andre Marriner |
| 15:00 GMT       | Rapport                                      |     |                                  | KC Stadium Spectateurs : 24 677 Arbitrage : Andre Marriner | KC Stadium Spectateurs : 24 677 Arbitrage : Andre Marriner |

| 9 novembre 2013 | Southampton                                                         | 4-1 | Hull City                           |                                                              |                                                              |
| 15:00 GMT       | Schneiderlin 16e 79e · Lambert 30e (pen.) · Lallana 37e · Davis 88e |     | Harper 29e · Davies 44e · Sagbo 55e | St Mary's Stadium Spectateurs : 30 022 Arbitrage : Phil Dowd | St Mary's Stadium Spectateurs : 30 022 Arbitrage : Phil Dowd |
| 15:00 GMT       | Rapport                                                             |     |                                     | St Mary's Stadium Spectateurs : 30 022 Arbitrage : Phil Dowd | St Mary's Stadium Spectateurs : 30 022 Arbitrage : Phil Dowd |

| 23 novembre 2013 | Hull City                          | 0-1 | Crystal Palace                          |                                                            |                                                            |
| 15:00 GMT        | Elmohamadi 45+3e · Huddlestone 66e |     | Dikgacoi 54e · Bolasie 78e · Bannan 81e | KC Stadium Spectateurs : 23 043 Arbitrage : Anthony Taylor | KC Stadium Spectateurs : 23 043 Arbitrage : Anthony Taylor |
| 15:00 GMT        | Rapport                            |     |                                         | KC Stadium Spectateurs : 23 043 Arbitrage : Anthony Taylor | KC Stadium Spectateurs : 23 043 Arbitrage : Anthony Taylor |

| 1er décembre 2013 | Hull City                                                              | 3-1 | Liverpool   |                                                         |                                                         |
| 14:05 GMT         | Livermore 20e · Davies 25e · Brady 44e · Meyler 72e · Škrtel 87e (csc) |     | Gerrard 27e | KC Stadium Spectateurs : 24 940 Arbitrage : Howard Webb | KC Stadium Spectateurs : 24 940 Arbitrage : Howard Webb |
| 14:05 GMT         | Rapport                                                                |     |             | KC Stadium Spectateurs : 24 940 Arbitrage : Howard Webb | KC Stadium Spectateurs : 24 940 Arbitrage : Howard Webb |

| 4 décembre 2013 | Arsenal                | 2-0 | Hull City |                                                                  |                                                                  |
| 19:45 GMT       | Bendtner 2e · Özil 47e |     |           | Emirates Stadium Spectateurs : 60 017 Arbitrage : Andre Marriner | Emirates Stadium Spectateurs : 60 017 Arbitrage : Andre Marriner |
| 19:45 GMT       | Rapport                |     |           | Emirates Stadium Spectateurs : 60 017 Arbitrage : Andre Marriner | Emirates Stadium Spectateurs : 60 017 Arbitrage : Andre Marriner |

| 9 décembre 2013 | Swansea City                                | 1-1 | Hull City                                            |                                                                  |                                                                  |
| 20:00 GMT       | Flores 60e 83e · Williams 80e · Shelvey 80e |     | Graham 9e · Livermore 41e · Figueroa 78e · Sagbo 80e | Liberty Stadium Spectateurs : 19 303 Arbitrage : Martin Atkinson | Liberty Stadium Spectateurs : 19 303 Arbitrage : Martin Atkinson |
| 20:00 GMT       | Rapport                                     |     |                                                      | Liberty Stadium Spectateurs : 19 303 Arbitrage : Martin Atkinson | Liberty Stadium Spectateurs : 19 303 Arbitrage : Martin Atkinson |

| 14 décembre 2013 | Hull City | 0-0 | Stoke City |                                                       |                                                       |
| 17:30 GMT        | Sagbo 59e |     |            | KC Stadium Spectateurs : 23 324 Arbitrage : Mike Dean | KC Stadium Spectateurs : 23 324 Arbitrage : Mike Dean |
| 17:30 GMT        | Rapport   |     |            | KC Stadium Spectateurs : 23 324 Arbitrage : Mike Dean | KC Stadium Spectateurs : 23 324 Arbitrage : Mike Dean |

| 21 décembre 2013 | West Bromwich Albion             | 1-1 | Hull City                  |                                                              |                                                              |
| 15:00 GMT        | Jones 65e · Vydra 86e · Gera 88e |     | Livermore 28e · Meyler 40e | The Hawthorns Spectateurs : 24 753 Arbitrage : Jonathan Moss | The Hawthorns Spectateurs : 24 753 Arbitrage : Jonathan Moss |
| 15:00 GMT        | Rapport                          |     |                            | The Hawthorns Spectateurs : 24 753 Arbitrage : Jonathan Moss | The Hawthorns Spectateurs : 24 753 Arbitrage : Jonathan Moss |

| 26 décembre 2013 | Hull City                                          | 2-3 | Manchester United                                                                  |                                                            |                                                            |
| 12:45 GMT        | Chester 4e · Meyler 13e · Figueroa 19e · Bruce 72e |     | Smalling 19e · Rooney 26e 73e · Janujaz 34e · Valencia 61e 90e · Chester 66e (csc) | KC Stadium Spectateurs : 24 826 Arbitrage : Michael Oliver | KC Stadium Spectateurs : 24 826 Arbitrage : Michael Oliver |
| 12:45 GMT        | Rapport                                            |     |                                                                                    | KC Stadium Spectateurs : 24 826 Arbitrage : Michael Oliver | KC Stadium Spectateurs : 24 826 Arbitrage : Michael Oliver |

| 28 décembre 2013 | Hull City                                                                | 6-0 | Fulham |                                                           |                                                           |
| 15:00 GMT        | Elmohamady 49e · Koren 60e 84e · Boyd 63e · Huddlestone 67e · Fryatt 74e |     |        | KC Stadium Spectateurs : 23 925 Arbitrage : Robert Madley | KC Stadium Spectateurs : 23 925 Arbitrage : Robert Madley |
| 15:00 GMT        | Rapport                                                                  |     |        | KC Stadium Spectateurs : 23 925 Arbitrage : Robert Madley | KC Stadium Spectateurs : 23 925 Arbitrage : Robert Madley |

| 1er janvier 2014 | Liverpool                  | 2-0 | Hull City              |                                                       |                                                       |
| 15:00 GMT        | Agger 36e · Suárez 39e 50e |     | Bruce 21e · Davies 86e | Anfield Spectateurs : 44 627 Arbitrage : Craig Pawson | Anfield Spectateurs : 44 627 Arbitrage : Craig Pawson |
| 15:00 GMT        | Rapport                    |     |                        | Anfield Spectateurs : 44 627 Arbitrage : Craig Pawson | Anfield Spectateurs : 44 627 Arbitrage : Craig Pawson |

| 11 janvier 2014 | Hull City                    | 0-2 | Chelsea                              |                                                              |                                                              |
| 12:45 GMT       | Livermore 69e · Figueroa 82e |     | Hazard 56e · Cahill 66e · Torres 87e | KC Stadium Spectateurs : 24 924 Arbitrage : Mark Clattenburg | KC Stadium Spectateurs : 24 924 Arbitrage : Mark Clattenburg |
| 12:45 GMT       | Rapport                      |     |                                      | KC Stadium Spectateurs : 24 924 Arbitrage : Mark Clattenburg | KC Stadium Spectateurs : 24 924 Arbitrage : Mark Clattenburg |

| 18 janvier 2014 | Norwich City                | 1-0 | Hull City                                         |                                                          |                                                          |
| 15:00 GMT       | Johnson 45+4e · Bennett 87e |     | Figueroa 39e · Rosenior 49e · Huddlestone 52e 89e | Carrow Road Spectateurs : 26 655 Arbitrage : Howard Webb | Carrow Road Spectateurs : 26 655 Arbitrage : Howard Webb |
| 15:00 GMT       | Rapport                     |     |                                                   | Carrow Road Spectateurs : 26 655 Arbitrage : Howard Webb | Carrow Road Spectateurs : 26 655 Arbitrage : Howard Webb |

| 28 janvier 2014 | Crystal Palace                                                        | 1-0 | Hull City            |                                                           |                                                           |
| 20:00 GMT       | Puncheon 16e · Delaney 22e · Chamakh 63e · Jerome 83e · O'Keefe 90+1e |     | Allan McGregor 90+2e | Selhurst Park Spectateurs : 22 519 Arbitrage : Roger East | Selhurst Park Spectateurs : 22 519 Arbitrage : Roger East |
| 20:00 GMT       | Rapport                                                               |     |                      | Selhurst Park Spectateurs : 22 519 Arbitrage : Roger East | Selhurst Park Spectateurs : 22 519 Arbitrage : Roger East |

| 1 février 2014 | Hull City             | 1-1 | Tottenham Hotspur            |                                                            |                                                            |
| 15:00 GMT      | Long 12e · Meyler 75e |     | Paulinho 61e · Soldado 90+2e | KC Stadium Spectateurs : 24 932 Arbitrage : Anthony Taylor | KC Stadium Spectateurs : 24 932 Arbitrage : Anthony Taylor |
| 15:00 GMT      | Rapport               |     |                              | KC Stadium Spectateurs : 24 932 Arbitrage : Anthony Taylor | KC Stadium Spectateurs : 24 932 Arbitrage : Anthony Taylor |

| 8 février 2014 | Sunderland                | 0-2 | Hull City                                                 |                                                                 |                                                                 |
| 15:00 GMT      | Brown 4e · Bridcutt 45+2e |     | Rosenior 11e · Long 16e · Livermore 41e · Jelavić 61e 62e | Stadium of Light Spectateurs : 42 810 Arbitrage : Michael Jones | Stadium of Light Spectateurs : 42 810 Arbitrage : Michael Jones |
| 15:00 GMT      | Rapport                   |     |                                                           | Stadium of Light Spectateurs : 42 810 Arbitrage : Michael Jones | Stadium of Light Spectateurs : 42 810 Arbitrage : Michael Jones |

| 11 février 2014 | Hull City | 0-1 | Southampton                                   |                                                             |                                                             |
| 19:45 GMT       |           |     | Shaw 45+2e · Fonte 48e 69e · Schneiderlin 82e | KC Stadium Spectateurs : 23 670 Arbitrage : Martin Atkinson | KC Stadium Spectateurs : 23 670 Arbitrage : Martin Atkinson |
| 19:45 GMT       | Rapport   |     |                                               | KC Stadium Spectateurs : 23 670 Arbitrage : Martin Atkinson | KC Stadium Spectateurs : 23 670 Arbitrage : Martin Atkinson |

| 22 février 2014 | Cardiff City | 0-4 | Hull City                                                    |                                                                   |                                                                   |
| 15:00 GMT       | Zaha 33e     |     | Huddlestone 18e · Jelavić 38e 57e · Livermore 67e · Boyd 86e | Cardiff City Stadium Spectateurs : 26 167 Arbitrage : Howard Webb | Cardiff City Stadium Spectateurs : 26 167 Arbitrage : Howard Webb |
| 15:00 GMT       | Rapport      |     |                                                              | Cardiff City Stadium Spectateurs : 26 167 Arbitrage : Howard Webb | Cardiff City Stadium Spectateurs : 26 167 Arbitrage : Howard Webb |

| 1 mars 2014 | Hull City                                               | 1-4 | Newcastle United                                                                    |                                                          |                                                          |
| 15:00 GMT   | Davies 46e · Jelavić 53e · Meyler 72e · Huddlestone 81e |     | Sissoko 10e 55e · Tioté 29e · Yanga-Mbiwa 35e · Rémy 42e · Pardew 72e · Anita 90+3e | KC Stadium Spectateurs : 24 903 Arbitrage : Kevin Friend | KC Stadium Spectateurs : 24 903 Arbitrage : Kevin Friend |
| 15:00 GMT   | Rapport                                                 |     |                                                                                     | KC Stadium Spectateurs : 24 903 Arbitrage : Kevin Friend | KC Stadium Spectateurs : 24 903 Arbitrage : Kevin Friend |

| 15 mars 2014 | Hull City                     | 0-2 | Manchester City                                               |                                                       |                                                       |
| 12:45 GMT    | Elmohamady 34e · Rosenior 70e |     | Kompany 10e · Silva 14e · Zabaleta 55e · Hart 69e · Džeko 90e | KC Stadium Spectateurs : 24 895 Arbitrage : Lee Mason | KC Stadium Spectateurs : 24 895 Arbitrage : Lee Mason |
| 12:45 GMT    | Rapport                       |     |                                                               | KC Stadium Spectateurs : 24 895 Arbitrage : Lee Mason | KC Stadium Spectateurs : 24 895 Arbitrage : Lee Mason |

| 22 mars 2014 | Hull City                                        | 2-0 | West Bromwich Albion |                                                       |                                                       |
| 15:00 GMT    | Rosenior 31e · Long 38e · Aluko 58e · Meyler 72e |     |                      | KC Stadium Spectateurs : 23 486 Arbitrage : Chris Foy | KC Stadium Spectateurs : 23 486 Arbitrage : Chris Foy |
| 15:00 GMT    | Rapport                                          |     |                      | KC Stadium Spectateurs : 23 486 Arbitrage : Chris Foy | KC Stadium Spectateurs : 23 486 Arbitrage : Chris Foy |

| 26 mars 2014 | West Ham United                      | 2-1 | Hull City                                      |                                                          |                                                          |
| 19:55 GMT    | Noble 26e (pen.) · Chester 54e (csc) |     | Livermore 18e · McGregor 23e · Huddlestone 48e | Boleyn Ground Spectateurs : 31 033 Arbitrage : Mike Dean | Boleyn Ground Spectateurs : 31 033 Arbitrage : Mike Dean |
| 19:55 GMT    | Rapport                              |     |                                                | Boleyn Ground Spectateurs : 31 033 Arbitrage : Mike Dean | Boleyn Ground Spectateurs : 31 033 Arbitrage : Mike Dean |

| 29 mars 2014 | Stoke City                        | 1-0 | Hull City |                                                                   |                                                                   |
| 15:00 GMT    | Odemwingie 62e 62e · Palacios 85e |     |           | Britannia Stadium Spectateurs : 27 029 Arbitrage : Neil Swarbirck | Britannia Stadium Spectateurs : 27 029 Arbitrage : Neil Swarbirck |
| 15:00 GMT    | Rapport                           |     |           | Britannia Stadium Spectateurs : 27 029 Arbitrage : Neil Swarbirck | Britannia Stadium Spectateurs : 27 029 Arbitrage : Neil Swarbirck |

| 5 avril 2014 | Hull City | 1-0 | Swansea City                |                                                         |                                                         |
| 15:00 BST    | Boyd 39e  |     | Shelvey 41e · Hernández 74e | KC Stadium Spectateurs : 22 744 Arbitrage : Howard Webb | KC Stadium Spectateurs : 22 744 Arbitrage : Howard Webb |
| 15:00 BST    | Rapport   |     |                             | KC Stadium Spectateurs : 22 744 Arbitrage : Howard Webb | KC Stadium Spectateurs : 22 744 Arbitrage : Howard Webb |

| 20 avril 2014 | Hull City  | 0-3 | Arsenal                                         |                                                           |                                                           |
| 14:05 BST     | Meyler 16e |     | Mertesacker 14e · Ramsey 31e · Podolski 45e 54e | KC Stadium Spectateurs : 24 762 Arbitrage : Jonathan Moss | KC Stadium Spectateurs : 24 762 Arbitrage : Jonathan Moss |
| 14:05 BST     | Rapport    |     |                                                 | KC Stadium Spectateurs : 24 762 Arbitrage : Jonathan Moss | KC Stadium Spectateurs : 24 762 Arbitrage : Jonathan Moss |

| 26 avril 2014 | Fulham                                    | 2-2 | Hull City                                                   |                                                           |                                                           |
| 15:00 BST     | Dejagah 55e · Amorebieta 58e · Diarra 65e |     | Elmohamady 16e · Jelavić 21e 75e · Livermore 45e · Long 87e | Craven Cottage Spectateurs : 25 700 Arbitrage : Lee Mason | Craven Cottage Spectateurs : 25 700 Arbitrage : Lee Mason |
| 15:00 BST     | Rapport                                   |     |                                                             | Craven Cottage Spectateurs : 25 700 Arbitrage : Lee Mason | Craven Cottage Spectateurs : 25 700 Arbitrage : Lee Mason |

| 3 mai 2014 | Aston Villa                      | 3-1 | Hull City        |                                                       |                                                       |
| 15:00 BST  | Westwood 1re · Weimann 41e 45+3e |     | Bowery 28e (csc) | Villa Park Spectateurs : 37 182 Arbitrage : Mike Dean | Villa Park Spectateurs : 37 182 Arbitrage : Mike Dean |
| 15:00 BST  | Rapport                          |     |                  | Villa Park Spectateurs : 37 182 Arbitrage : Mike Dean | Villa Park Spectateurs : 37 182 Arbitrage : Mike Dean |

| 6 mai 2014 | Manchester United                              | 3-1 | Hull City               |                                                            |                                                            |
| 19:45 BST  | Wilson 31e 61e · Fellaini 38e · van Persie 86e |     | Meyler 46e · Fryatt 63e | Old Trafford Spectateurs : 75 341 Arbitrage : Craig Pawson | Old Trafford Spectateurs : 75 341 Arbitrage : Craig Pawson |
| 19:45 BST  | Rapport                                        |     |                         | Old Trafford Spectateurs : 75 341 Arbitrage : Craig Pawson | Old Trafford Spectateurs : 75 341 Arbitrage : Craig Pawson |

| 11 mai 2014 | Hull City | 0-2 | Everton                                 |                                                         |                                                         |
| 15:00 BST   |           |     | McCarthy 9e · Jagielka 23e · Lukaku 46e | KC Stadium Spectateurs : 24 848 Arbitrage : Howard Webb | KC Stadium Spectateurs : 24 848 Arbitrage : Howard Webb |
| 15:00 BST   | Rapport   |     |                                         | KC Stadium Spectateurs : 24 848 Arbitrage : Howard Webb | KC Stadium Spectateurs : 24 848 Arbitrage : Howard Webb |

NB: Les matches sont classés par date, non par journée de championnat. Ainsi l'ordre chronologique des dates ne correspond pas toujours à la journée de Premier League, à la suite de matches en retard. La plupart des résultats de matches proviennent du site de L'Équipe. 

### FA Cup (Coupe d'Angleterre)
Hull City entre dans la compétition au troisième tour, comme tout club de Premier League, et commence donc la compétition début janvier 2014. Le tirage du troisième tour a lieu le 8 décembre 2013 et envoie Hull City jouer à Middlesbrough, club de Championship le 4 janvier. Hull gagne 2-0 et apprend le 5 janvier qu'il jouera Southend United, un club de League Two, le 25 janvier 2014. Après avoir gagné ce deuxième match à l'extérieur 2-0, Hull arrive en huitièmes de finale. Ils apprennent le 26 janvier qu'ils joueront, à l'extérieur, un match contre le club de Championship Brighton & Hove Albion. Le match aura lieu le 17 février 2014, se terminera sur un score nul de 1-1 et donnera donc lieu à un match retour pour déterminer le vainqueur. Hull gagnera, le 24 février, son match 2-1, à domicile, pour éliminer Brighton et se qualifier pour les quarts de finale. Hull affrontera, sur son propre terrain, Sunderland, le 9 mars. Pour se qualifier pour les demies, Hull inscrira en deuxième période trois buts en 10 minutes. Tout de suite après la fin du match, le club sait qu'il jouera au Wembley Stadium, le 13 avril à 16 heures contre Sheffield United, club de League One. Le match sera décalé de quelques minutes et commencera à 16h07 pour tenir une minute de silence et rendre un hommage pour le 25e anniversaire de la Tragédie de Hillsborough. Hull réussit à battre Sheffield et accède pour la première fois de son histoire à la Finale de la FA Cup, finale lors de laquelle le club jouera Arsenal, le 17 mai. Durant la finale, Hull City arrive à accrocher le score contre Arsenal, menant même 2-0 dès la huitième minute. Le match va aux prolongations à la suite d'un 2-2 final et Arsenal l'emporte 3-2.
| 4 janvier 2014 | Middlesbrough                 | 0-2 | Hull City                   |                                                                 |                                                                 |
| 15:00 GMT      | Williams 24e · Leadbitter 83e |     | McLean 10e · Proschwitz 61e | Riverside Stadium Spectateurs : 15 571 Arbitrage : Kevin Friend | Riverside Stadium Spectateurs : 15 571 Arbitrage : Kevin Friend |
| 15:00 GMT      | Rapport                       |     |                             | Riverside Stadium Spectateurs : 15 571 Arbitrage : Kevin Friend | Riverside Stadium Spectateurs : 15 571 Arbitrage : Kevin Friend |

| 25 janvier 2014 | Southend United                      | 0-2 | Hull City                                  |                                                       |                                                       |
| 15:00 GMT       | Corr 4e · Thompson 41e · Woodrow 87e |     | Faye 23e · Rosenior 48e · Fryatt 63e 90+1e | Roots Hall Spectateurs : 10 250 Arbitrage : Lee Mason | Roots Hall Spectateurs : 10 250 Arbitrage : Lee Mason |
| 15:00 GMT       | Rapport                              |     |                                            | Roots Hall Spectateurs : 10 250 Arbitrage : Lee Mason | Roots Hall Spectateurs : 10 250 Arbitrage : Lee Mason |

| 17 février 2014 | Brighton & Hove Albion   | 1-1 | Hull City                         |                                                             |                                                             |
| 19:45 GMT       | Ulloa 30e · Chicksen 62e |     | Aluko 37e · Koren 57e · Sagbo 85e | Falmer Stadium Spectateurs : 21 352 Arbitrage : Lee Probert | Falmer Stadium Spectateurs : 21 352 Arbitrage : Lee Probert |
| 19:45 GMT       | Rapport                  |     |                                   | Falmer Stadium Spectateurs : 21 352 Arbitrage : Lee Probert | Falmer Stadium Spectateurs : 21 352 Arbitrage : Lee Probert |

| 24 février 2014 | Hull City                          | 2-1 | Brighton & Hove Albion   |                                                            |                                                            |
| 19:45 GMT       | Davies 14e · Koren 36e · Sagbo 77e |     | Ulloa 68e · LuaLua 90+1e | KC Stadium Spectateurs : 10 795 Arbitrage : Andre Marriner | KC Stadium Spectateurs : 10 795 Arbitrage : Andre Marriner |
| 19:45 GMT       | Rapport                            |     |                          | KC Stadium Spectateurs : 10 795 Arbitrage : Andre Marriner | KC Stadium Spectateurs : 10 795 Arbitrage : Andre Marriner |

| 9 mars 2014 | Hull City                                              | 3-0 | Sunderland                  |                                                          |                                                          |
| 14:00 GMT   | Huddlestone 15e · Davies 68e · Meyler 72e · Fryatt 77e |     | Cattermole 30e · Scocco 60e | KC Stadium Spectateurs : 20 047 Arbitrage : Craig Pawson | KC Stadium Spectateurs : 20 047 Arbitrage : Craig Pawson |
| 14:00 GMT   | Rapport                                                |     |                             | KC Stadium Spectateurs : 20 047 Arbitrage : Craig Pawson | KC Stadium Spectateurs : 20 047 Arbitrage : Craig Pawson |

| 13 avril 2014 | Hull City                                                               | 5-3 | Sheffield United                       |                                                                 |                                                                 |
| 16:07 BST     | Meyler 14e 90+3e · Sagbo 42e · Fryatt 49e · Huddlestone 54e · Quinn 67e |     | Baxter 19e · Scougall 44e · Murphy 90e | Wembley Stadium Spectateurs : 71 820 Arbitrage : Andre Marriner | Wembley Stadium Spectateurs : 71 820 Arbitrage : Andre Marriner |
| 16:07 BST     | Rapport                                                                 |     |                                        | Wembley Stadium Spectateurs : 71 820 Arbitrage : Andre Marriner | Wembley Stadium Spectateurs : 71 820 Arbitrage : Andre Marriner |

| 17 mai 2014 | Arsenal                                                | 3-2 (a.p) | Hull City                                                 |                                                              |                                                              |
| 17:00 BST   | Cazorla 17e · Koscielny 71e · Giroud 85e · Ramsey 109e |           | Chester 4e · Davies 8e 86e · Huddlestone 60e · Meyler 70e | Wembley Stadium Spectateurs : 89 345 Arbitrage : Lee Probert | Wembley Stadium Spectateurs : 89 345 Arbitrage : Lee Probert |
| 17:00 BST   | Rapport                                                |           |                                                           | Wembley Stadium Spectateurs : 89 345 Arbitrage : Lee Probert | Wembley Stadium Spectateurs : 89 345 Arbitrage : Lee Probert |

### League Cup (Coupe de la ligue)
Hull City rentre dans la compétitionn lors du deuxième tour, lors duquel il affronte le club de League One, Leyton Orient. Le match, joué le 27 août 2013, se soldera par un nul et finira donc par une victoire 1-0 de Hull lors des prolongations. Le 24 septembre 2013, Hull jouera donc le troisième tour de la compétition contre Huddersfield Town, un club de Championship. Hull City gagne une nouvelle foi sur le plus petit des écarts avec un 1-0. Le match du quatrième tour aura lieu le 30 octobre et Hull affrontera ce jour-là Tottenham Hotspur. Après un match soldé par un nul 1-1, les prolongations donnent lieu à un nouveau nul (2-2) et donc une séance de tirs au but. Hull se défend jusqu'au pénalty de Elmohamady, arrêté par le gardien de Tottenham. Hull City perd les tirs au but sur le score de 7-8.
| 27 août 2013 | Leyton Orient | 0-1 (a.p) | Hull City                                       |                                                              |                                                              |
| 19:45 BST    |               |           | Townsend 92e · Jahraldo-Martin 93e · Brady 107e | Matchroom Stadium Spectateurs : 3 181 Arbitrage : Gavin Ward | Matchroom Stadium Spectateurs : 3 181 Arbitrage : Gavin Ward |
| 19:45 BST    | Rapport       |           |                                                 | Matchroom Stadium Spectateurs : 3 181 Arbitrage : Gavin Ward | Matchroom Stadium Spectateurs : 3 181 Arbitrage : Gavin Ward |

| 24 septembre 2013 | Hull City                 | 1-0 | Huddersfield Club |                                                      |                                                      |
| 19:45 BST         | Proschwitz 59e · Faye 68e |     | Woods 39e         | KC Stadium Spectateurs : 7 151 Arbitrage : S. Hooper | KC Stadium Spectateurs : 7 151 Arbitrage : S. Hooper |
| 19:45 BST         | Rapport                   |     |                   | KC Stadium Spectateurs : 7 151 Arbitrage : S. Hooper | KC Stadium Spectateurs : 7 151 Arbitrage : S. Hooper |

| 30 octobre 2013 | Tottenham Hotspur                                                                      | 2-2 (a.p) 8-7 t. a. b. | Hull City                                                                  |                                                                |                                                                |
| 19:45 GMT       | Sigurðsson 16e · Defoe 76e · Kane 107e                                                 |                        | Frieldel 53e (csc) · McShane 99e                                           | White Hart Lane Spectateurs : 35 617 Arbitrage : Jonathan Moss | White Hart Lane Spectateurs : 35 617 Arbitrage : Jonathan Moss |
| 19:45 GMT       | Rapport                                                                                |                        |                                                                            | White Hart Lane Spectateurs : 35 617 Arbitrage : Jonathan Moss | White Hart Lane Spectateurs : 35 617 Arbitrage : Jonathan Moss |
| 19:45 GMT       | Sigurðsson · Defoe · Vertonghen · Lamela · Kane · Paulinho · Kaboul · Dembélé · Walker | Tirs au but 8-7        | McLean · Quinn · Boyd · Gedo · Proschwitz · Meyler · McShane · El Mohamady | White Hart Lane Spectateurs : 35 617 Arbitrage : Jonathan Moss | White Hart Lane Spectateurs : 35 617 Arbitrage : Jonathan Moss |

## Statistiques

### Capitanat
| Numéro | Poste | Joueur          | Pays | Nombre de matchs capitaine |
| ------ | ----- | --------------- | ---- | -------------------------- |
| 6      | M     | Curtis Davies   |      | 34                         |
| 10     | M     | Robert Koren    |      | 9                          |
| 23     | D     | Abdoulaye Faye  |      | 3                          |
| 8      | M     | Tom Huddlestone |      | 1                          |

Note: Seuls sont pris en compte les matches de compétitions. Les chiffres sont ceux des matches débutés en tant que capitaine.

### Apparences
| Numéro | Nationalité | Poste | Joueur                 | Total | Total | Premier League | Premier League | FA Cup | FA Cup | League Cup | League Cup |
| Numéro | Nationalité | Poste | Joueur                 | Apps. | Buts  | Apps.          | Buts           | Apps.  | Buts   | Apps.      | Buts       |
| 1      |             | G     | Allan McGregor         | 29    | 0     | 26             | 0              | 3      | 0      | 0          | 0          |
| 2      |             | D     | Liam Rosenior          | 37    | 1     | 22+7           | 1              | 5      | 0      | 3          | 0          |
| 3      |             | D     | Maynor Figueroa        | 38    | 0     | 31+1           | 0              | 6      | 0      | 0          | 0          |
| 4      |             | D     | Alex Bruce             | 25    | 0     | 19+1           | 0              | 1+1    | 0      | 3          | 0          |
| 5      |             | D     | James Chester          | 29    | 2     | 22+2           | 1              | 4+1    | 1      | 0          | 0          |
| 6      |             | D     | Curtis Davies          | 43    | 5     | 37             | 2              | 5      | 3      | 1          | 0          |
| 7      |             | M     | David Meyler           | 40    | 4     | 27+3           | 2              | 6+1    | 2      | 3          | 0          |
| 8      |             | M     | Tom Huddlestone        | 40    | 4     | 35+1           | 3              | 4      | 1      | 0          | 0          |
| 9      |             | A     | Danny Graham           | 20    | 1     | 12+6           | 1              | 1      | 0      | 1          | 0          |
| 10     |             | M     | Robert Koren           | 26    | 3     | 10+12          | 2              | 2+1    | 1      | 1          | 0          |
| 11     |             | M     | Robbie Brady           | 18    | 4     | 11+5           | 3              | 0+1    | 0      | 0+1        | 1          |
| 12     |             | A     | Matty Fryatt           | 18    | 6     | 0+10           | 2              | 4+2    | 4      | 2          | 0          |
| 14     |             | M     | Jake Livermore         | 41    | 3     | 34+2           | 3              | 4+1    | 0      | 0          | 0          |
| 15     |             | D     | Paul McShane           | 15    | 1     | 9+1            | 0              | 2+1    | 0      | 2          | 1          |
| 16     |             | G     | Eldin Jakupović        | 2     | 0     | 1              | 0              | 0      | 0      | 1          | 0          |
| 17     |             | A     | George Boyd            | 39    | 2     | 9+20           | 2              | 3+4    | 0      | 3          | 0          |
| 18     |             | A     | Gedo                   | 5     | 0     | 0+2            | 0              | 1      | 0      | 0+2        | 0          |
| 18     |             | A     | Nikica Jelavić         | 16    | 4     | 16             | 4              | 0      | 0      | 0          | 0          |
| 19     |             | D     | Joe Dudgeon            | 2     | 0     | 0              | 0              | 0      | 0      | 2          | 0          |
| 20     |             | A     | Yannick Sagbo          | 34    | 4     | 16+12          | 2              | 5      | 2      | 1          | 0          |
| 21     |             | A     | Aaron McLean           | 4     | 1     | 0+1            | 0              | 1      | 1      | 1+1        | 0          |
| 21     |             | A     | Shane Long             | 15    | 4     | 15             | 4              | 0      | 0      | 0          | 0          |
| 22     |             | G     | Steve Harper           | 0     | 11+2  | 0              | 4              | 0      | 2      | 0          |            |
| 23     |             | D     | Abdoulaye Faye         | 7     | 0     | 3              | 0              | 3      | 0      | 1          | 0          |
| 24     |             | A     | Sone Aluko             | 22    | 1     | 10+7           | 1              | 3+2    | 0      | 0          | 0          |
| 25     |             | M     | Cameron Stewart        | 1     | 0     | 0              | 0              | 0      | 0      | 1          | 0          |
| 27     |             | M     | Ahmed El Mohamady      | 45    | 2     | 38             | 2              | 5+1    | 0      | 1          | 0          |
| 28     |             | D     | Conor Townsend         | 1     | 0     | 0              | 0              | 0      | 0      | 0+1        | 0          |
| 29     |             | M     | Stephen Quinn          | 24    | 1     | 4+11           | 0              | 4+3    | 1      | 2          | 0          |
| 30     |             | M     | Conor Henderson        | 1     | 0     | 0              | 0              | 0      | 0      | 0+1        | 0          |
| 32     |             | M     | Calaum Jahraldo-Martin | 2     | 0     | 0              | 0              | 0+1    | 0      | 0+1        | 0          |
| 33     |             | M     | Nick Proschwitz        | 5     | 2     | 0+2            | 0              | 1      | 1      | 2          | 1          |
| -      |             | G     | Joe Cracknell          | 0     | 0     | 0              | 0              | 0      | 0      | 0          | 0          |
| -      |             | M     | Dougie Wilson          | 0     | 0     | 0              | 0              | 0      | 0      | 0          | 0          |

NB: Les chiffres notés après les "+" sont les entrées en cours de match. Ce qui donne: titularisations+entrées en cours de matchs.

### Discipline
| Numéro | Nationalité | Position | Joueur            | Premier League | Premier League | FA Cup | FA Cup       | League Cup | League Cup   | Total  | Total        |
| Numéro | Nationalité | Position | Joueur            | Averti         | Carton rouge   | Averti | Carton rouge | Averti     | Carton rouge | Averti | Carton rouge |
| 1      |             | G        | Allan McGregor    | 0              | 1              | 0      | 0            | 0          | 0            | 0      | 1            |
| 2      |             | D        | Liam Rosenior     | 5              | 0              | 1      | 0            | 0          | 0            | 6      | 0            |
| 3      |             | D        | Maynor Figueroa   | 6              | 0              | 0      | 0            | 0          | 0            | 6      | 0            |
| 4      |             | D        | Alex Bruce        | 2              | 0              | 0      | 0            | 1          | 0            | 3      | 0            |
| 6      |             | D        | Curtis Davies     | 6              | 0              | 1      | 0            | 0          | 0            | 7      | 0            |
| 7      |             | M        | David Meyler      | 8              | 0              | 2      | 0            | 0          | 0            | 10     | 0            |
| 8      |             | M        | Tom Huddlestone   | 6              | 1              | 2      | 0            | 0          | 0            | 8      | 1            |
| 9      |             | A        | Danny Graham      | 1              | 0              | 0      | 0            | 0          | 0            | 1      | 0            |
| 10     |             | M        | Robert Koren      | 1              | 0              | 1      | 0            | 0          | 0            | 2      | 0            |
| 11     |             | M        | Robbie Brady      | 2              | 0              | 0      | 0            | 0          | 0            | 2      | 0            |
| 14     |             | M        | Jake Livermore    | 6              | 0              | 0      | 0            | 0          | 0            | 6      | 0            |
| 17     |             | A        | George Boyd       | 2              | 0              | 0      | 0            | 0          | 0            | 2      | 0            |
| 18     |             | A        | Nikica Jelavić    | 3              | 0              | 0      | 0            | 0          | 0            | 3      | 0            |
| 20     |             | A        | Yannick Sagbo     | 1              | 1              | 1      | 0            | 0          | 0            | 2      | 1            |
| 22     |             | G        | Steve Harper      | 1              | 0              | 0      | 0            | 0          | 0            | 1      | 0            |
| 23     |             | D        | Abdoulaye Faye    | 0              | 0              | 1      | 0            | 1          | 0            | 2      | 0            |
| 24     |             | A        | Sone Aluko        | 1              | 0              | 1      | 0            | 0          | 0            | 2      | 0            |
| 27     |             | M        | Ahmed El Mohamady | 3              | 0              | 0      | 0            | 0          | 0            | 3      | 0            |
| 28     |             | D        | Conor Townsend    | 0              | 0              | 0      | 0            | 1          | 0            | 1      | 0            |
| Total  | Total       | Total    | Total             | 54             | 3              | 10     | 0            | 3          | 0            | 67     | 3            |

### Buteurs
| Nom               | Numéro | Poste | Premier League | FA Cup | League Cup | Total |
| ----------------- | ------ | ----- | -------------- | ------ | ---------- | ----- |
| Liam Rosenior     | 2      | D     | 1              | 0      | 0          | 1     |
| James Chester     | 5      | D     | 1              | 1      | 0          | 2     |
| Curtis Davies     | 6      | D     | 2              | 3      | 0          | 5     |
| David Meyler      | 7      | M     | 2              | 2      | 0          | 4     |
| Tom Huddlestone   | 8      | M     | 3              | 1      | 0          | 4     |
| Danny Graham      | 9      | A     | 1              | 0      | 0          | 1     |
| Robert Koren      | 10     | M     | 2              | 1      | 0          | 3     |
| Robbie Brady      | 11     | M     | 3              | 0      | 1          | 4     |
| Matty Fryatt      | 12     | A     | 2              | 4      | 0          | 6     |
| Jake Livermore    | 14     | M     | 3              | 0      | 0          | 3     |
| Paul McShane      | 15     | D     | 0              | 0      | 1          | 1     |
| George Boyd       | 17     | A     | 2              | 0      | 0          | 2     |
| Nikica Jelavić    | 18     | A     | 4              | 0      | 0          | 4     |
| Yannick Sagbo     | 20     | A     | 2              | 2      | 0          | 4     |
| Shane Long        | 21     | A     | 4              | 0      | 0          | 4     |
| Aaron McLean      | 21     | A     | 0              | 1      | 0          | 1     |
| Nick Proschwitz   | 23     | A     | 0              | 1      | 1          | 2     |
| Sone Aluko        | 24     | A     | 1              | 0      | 0          | 1     |
| Ahmed El Mohamady | 27     | M     | 2              | 0      | 0          | 2     |
| Stephen Quinn     | 29     | M     | 0              | 1      | 0          | 1     |
| Total             | Total  | Total | 35             | 17     | 3          | 55    |

## Transferts

### Arrivées
| Date              | Joueur            | Poste | Depuis                   | Montant du transfert | Durée   | Référence |
| 17 juin 2013      | Maynor Figueroa   | D     | Wigan Athletic FC        | Libre                | 2 ans   | [ 27 ]    |
| 25 juin 2013      | Curtis Davies     | D     | Birmingham City FC       | Secret (~ 2.25M €)   | 3 ans   | [ 28 ]    |
| 28 juin 2013      | Ahmed El Mohamady | M     | Sunderland FC            | Secret (~2M €)       | 3 ans   | [ 29 ]    |
| 1er juillet 2013  | George Boyd       | A     | Peterborough United FC   | Libre                | 2 ans   | [ 30 ]    |
| 2 juillet 2013    | Allan McGregor    | G     | Beşiktaş JK              | 1,7M €               | 3 ans   | [ 31 ]    |
| 15 juillet 2013   | Steve Harper      | G     | Newcastle United FC      | Libre                | 1 an    | [ 32 ]    |
| 26 juillet 2013   | Yannick Sagbo     | A     | Evian Thonon Gaillard FC | Secret               | 2 ans   | [ 33 ]    |
| 14 août 2013      | Tom Huddlestone   | M     | Tottenham Hotspur FC     | 5M €                 | 3 ans   | [ 34 ]    |
| 24 septembre 2013 | Conor Henderson   | M     | Arsenal FC               | Libre                | 1 an    | [ 35 ]    |
| 15 janvier 2014   | Nikica Jelavić    | A     | Everton FC               | Secret               | 3 ans ½ | [ 36 ]    |
| 17 janvier 2014   | Shane Long        | A     | West Bromwich Albion FC  | Secret               | 3 ans ½ | [ 37 ]    |

### Départs
Pour sa montée en Premier League, Hull City refait son effectif et libère, dès mai, 12 joueurs.
| Date            | Joueur            | Poste | Vers                 | Montant du transfert | Durée   | Référence              |
| 9 mai 2013      | Sonny Bradley     | D     | Portsmouth FC        | Libre                | 2 ans   | [ 39 ]                 |
| 9 mai 2013      | Danny East        | D     | Portsmouth FC        | Libre                | 2 ans   | [ 40 ]                 |
| 16 mai 2013     | Lewis Clarkson    | A     | Scarborough FC       | Libre                | 1 an    |                        |
| 16 mai 2013     | Paul McKenna      | M     |                      | Libre                |         | [ 41 ]                 |
| 16 mai 2013     | Seyi Olofinjana   | M     |                      | Libre                |         | Voir ref. Paul McKenna |
| 16 mai 2013     | Jay Simpson       | A     | Buriram United FC    | Libre                | 2 ans   | [ 42 ]                 |
| 17 mai 2013     | Mark Cullen       | A     | Luton Town FC        | Libre                | 2 ans   | [ 43 ]                 |
| 30 mai 2013     | Andy Dawson       | D     | Scunthorpe United FC | Libre                | 1 an    | [ 44 ]                 |
| 28 juin 2013    | Kealan Dillon     | M     | St. Mirren FC        | Libre                | 1 an    | [ 45 ]                 |
| 2 juillet 2013  | Francis McCaffrey | M     | Dundalk FC           | Libre                | 1 an    | [ 46 ]                 |
| 19 juillet 2013 | Jamie Devitt      | M     | Chesterfield FC      | Libre                | 6 mois  | [ 47 ]                 |
| 1er août 2013   | Danny Emerton     | A     | Northampton Town FC  | Libre                | 1 an    | [ 48 ]                 |
| 2 août 2013     | Corry Evans       | M     | Blackburn Rovers FC  | Secret               | 3 ans   | [ 49 ]                 |
| 2 janvier 2014  | Tom Cairney       | M     | Blackburn Rovers FC  | 500 000 €            | 3 ans ½ | [ 50 ]                 |
| 16 janvier 2014 | Aaron McLean      | A     | Bradford City AFC    | Secret               | 2 ans ½ | [ 51 ]                 |
| 31 janvier 2014 | Jack Hobbs        | D     | Nottingham Forest FC | Secret               | 4 ans ½ | [ 52 ]                 |

### Joueurs en prêt àHull
| À partir du      | Joueur         | Poste | De                   | Jusqu'au        | Référence |
| 19 juillet 2013  | Danny Graham   | A     | Sunderland AFC       | 31 janvier 2014 | [ 53 ]    |
| 14 août 2013     | Jake Livermore | M     | Tottenham Hotspur FC | 30 juin 2014    | [ 54 ]    |
| 2 septembre 2013 | Gedo           | A     | Al Ahly SC           | 16 janvier 2014 | [ 55 ]    |

### Joueurs prêtés parHull
| À partir du       | Joueur          | Poste | A                       | Jusqu'au         | Référence |
| 4 juillet 2013    | Mark Oxley      | G     | Oldham Athletic AFC     | 27 mars 2014     | [ 56 ]    |
| 16 juillet 2013   | Jack Hobbs      | D     | Nottingham Forest FC    | 24 janvier 2014  | [ 57 ]    |
| 1er août 2013     | Tom Cairney     | M     | Blackburn Rovers FC     | Janvier 2014     | [ 58 ]    |
| 2 septembre 2013  | Conor Townsend  | D     | Carlisle United FC      | 29 novembre 2013 | [ 59 ]    |
| 2 septembre 2013  | Cameron Stewart | M     | Charlton Athletic FC    | Janvier 2014     | [ 60 ]    |
| 27 septembre 2013 | Matty Fryatt    | A     | Sheffield Wednesday FC  | 30 novembre 2013 | [ 61 ]    |
| 11 octobre 2013   | Joe Cracknell   | G     | Scarborough Athletic FC | 13 novembre 2013 |           |
| 21 novembre 2013  | Aaron McLean    | A     | Birmingham City FC      | 1er janvier 2014 | [ 7 ]     |
| 3 janvier 2014    | Conor Townsend  | D     | Carlisle United FC      | 30 juin 2014     | [ 62 ]    |
| 7 janvier 2014    | Eldin Jakupović | G     | Leyton Orient FC        | 29 janvier 2014  | [ 63 ]    |
| 9 janvier 2014    | Cameron Stewart | M     | Leeds United AFC        | 30 juin 2014     | [ 64 ]    |
| 23 janvier 2014   | Nick Proschwitz | A     | Barnsley FC             | 30 juin 2014     | [ 65 ]    |
| 13 février 2014   | Eldin Jakupović | G     | Leyton Orient FC        | 27 mars 2014     | [ 66 ]    |
| 27 mars 2014      | Conor Henderson | M     | Stevenage FC            | 30 juin 2014     | [ 67 ]    |